# Petrinia
Petrinia is een geslacht van vlinders van de familie visstaartjes (Nolidae).

## Soorten
- P. lignosa Walker, 1869